# امپراتور نیجو
امپراتور نیجو (به ژاپنی: 二条天皇 Nijō-tennō)؛ هفتاد و هشتمین امپراتور اهل ژاپن بود.